# Kletteneule
Die Kletteneule (Gortyna flavago, Syn.: Gortyna ochracea) ist ein Schmetterling (Nachtfalter) aus der Familie der Eulenfalter (Noctuidae).

## Merkmale

### Falter
Die Flügelspannweite der Falter  beträgt 34 bis 42 Millimeter. Die Vorderflügel sind im Vergleich zu anderen Gortyna-Arten kurz und breit. Ihre Oberseite ist goldgelb bis rötlich gelb gefärbt. Nieren-, Zapfen- und Ringmakel sind groß und rotbraun umrandet. Vor der inneren Querlinie ist eine schmale, violett braune Binde zu erkennen. Die Submarginalregion zeigt ebenfalls eine violett braune Farbe. In der Nähe des Apex befindet sich ein gelblicher Fleck. Auf den grauweißen Hinterflügeln heben sich die dunklen Adern leicht hervor.

### Ei
Das Ei ist am oberen und unteren Teil abgeflacht und mit zahlreichen sehr feinen Längsrippen überzogen. Es hat zunächst eine hellgelbe Farbe, die sich kurz vor dem Schlüpfen der Raupen in orange bräunliche Tönungen mit braunen Flecken ändert.

### Raupe
Ausgewachsene Raupen sind glasig, von schmutzig weißgrauer bis gelbgrauer Farbe und haben schwarze Punktwarzen. Kopf und Halsschild sind schwarzbraun gefärbt.

### Puppe
Die schlanke Puppe ist glänzend rotbraun gefärbt und besitzt am Kopf zwei kurze Spitzen sowie zwei Dornen am Kremaster.

### Ähnliche Arten
Ähnliche, im gleichen Verbreitungsgebiet vorkommende Gortyna-Arten zeigen länger gestreckte Vorderflügel und sind außerdem insgesamt meist erheblich größer. In Zweifelsfällen sollte eine genitalmorphologische Untersuchung zur Bestimmung herangezogen werden. Die sehr ähnlichen, in Ostasien vorkommenden Arten Gortyna fortis und Gortyna basalipuncta haben keine geographische Überlappung mit der Kletteneule.

## Verbreitung und Lebensraum
Das  Hauptverbreitungsgebiet der Art umfasst das westliche Europa und reicht ostwärts bis zum Ural und dem Altai. In den Alpen steigt sie bis auf 1400 Meter Höhe. Die Kletteneule lebt bevorzugt auf feuchten Wiesen, in Moor- und Ufergebieten, Bruchwäldern, an den Rändern von Bächen, Teichen und Seen sowie auch auf Ruderalflächen.

## Lebensweise
Die überwiegend nachtaktiven Falter fliegen in einer Generation pro Jahr von August bis Oktober. Einzelne Falter wurden auch noch im November angetroffen. Sie erscheinen zuweilen an künstlichen Lichtquellen, gelegentlich auch an Ködern und wurden saugend an den Blüten des Schmetterlingsflieders (Buddleja davidii) beobachtet. Die Raupen leben von April bis August in markhaltigen Stängeln vieler verschiedener Pflanzen, dazu zählen:
- Kletten (Arctium),
- Pestwurzen (Petasites),
- Braunwurzen (Scrophularia),
- Baldrian (Valeriana),
- Wasserdost (Eupatorium),
- Artemisia,
- Brennnesseln (Urtica),
- Ringdisteln (Carduus),
- Kratzdisteln (Cirsium),
- Greiskräuter (Senecio).

Die Verpuppung erfolgt kopfaufwärts im Stängel der jeweiligen Nahrungspflanze. Über der Verpuppungsstelle legt die Raupe ein Ausschlupfloch an. Die Art überwintert als Ei.

## Gefährdung
Die Kletteneule ist in vielen Regionen Deutschlands verbreitet anzutreffen und auf der Roten Liste gefährdeter Arten in den meisten Bundesländern als „nicht gefährdet“ eingestuft, wird in Nordrhein-Westfalen jedoch auf der Vorwarnliste geführt.